# Louis-Barthélémy Pradher
Louis-Barthélémy Pradher, född den 16 december 1782 i Paris, död den 19 oktober 1843 i Gray i Haute-Saône, var en fransk kompositör och pianist. 
Pradher, vars far var violinist, studerade piano för Gobert vid École Royale de Chant och vid konservatoriet, där Berton blev hans lärare i harmoni. År 1802 blev han Jadins efterträdare som pianolärare vid konservatoriet. Som lärare utövade han en stor verksamhet. Bland hans elever märks Jean Ancot, Henri Herz och Henri Rosellen. Pradher var även ackompanjatör vid Ludvig XVIII:s och Karl X:s hov. Han komponerade åtskilliga komiska operor, sånger, piano- och ensemblestycken med mera. Hans hustru i första giftet var dotter till François-André Danican Philidor.